# Clavularia charoti
Clavularia charoti is een zachte koraalsoort uit de familie Clavulariidae. De koraalsoort komt uit het geslacht Clavularia. Clavularia charoti werd in 1974 voor het eerst wetenschappelijk beschreven door Tixier-Durivault & d'Hondt. 